# Copromorpha aeruginea
Copromorpha aeruginea är en fjärilsart som beskrevs av Edward Meyrick 1917. Copromorpha aeruginea ingår i släktet Copromorpha och familjen Copromorphidae. Inga underarter finns listade i Catalogue of Life.